# Вителлий Петрониан
Вителлий Петрониан (лат. Vitellius Petronianus) — сын императора Вителлия.
Петрониан был старшим сыном будущего императора Авла Вителлия и Петронии. Он родился около 37 года. Насколько известно, Петрониан был слеп на один глаз. Петрония и Вителлий через некоторое время развелись. Умирая, Петрония оставила сына своим наследником при условии, что он выйдет из-под власти отца. 
Авл Вителлий эманципировал Петрониана, однако тот вскоре скончался. В связи с этим Вителлия обвинили в том, что он отравил своего собственного сына. Вителлий же заявлял, что Петрониан покушался на его жизнь и поэтому выпил яд сам, терзаясь угрызениями совести. Случилось это около 53 года.